# Pavlína Štorková
Pavlína Štorková (* 5. listopadu 1980 Kutná Hora) je česká herečka.

## Život
Pavlína Štorková se narodila 5. listopadu 1980 v Kutné Hoře. Její rodiče jsou hudebníci ochotníci, oba zpívají, její matka hraje na klavír a varhany a otec na trubku. Pochází z početné rodiny, má čtyři sourozence (sestry Veroniku a Barboru a bratra). 
Vystudovala osmileté Biskupské gymnázium Hradec Králové. Ještě před dokončením studia, v roce 1998, když byla v septimě se na radu spolužačky začala připravovat na studium herectví. V srpnu 1999, na celostátním setkání mladých na Svaté Hoře u Příbrami, se rozhodla, že se po prázdninách začne v královéhradeckých Jesličkách připravovat na přijímací zkoušky. 
V roce 2005 vystudovala DAMU (obor: Herectví alternativního a loutkového divadla) pod vedením Miroslava Krobota. Byla zakládající členkou Divadla Letí. Hostovala v Dejvickém divadle a v Pražském komorním divadle. V letech 2007–2015 byla členkou souboru Klicperova divadla v Hradci Králové. Od sezóny 2015/2016 je členkou Činohry Národního divadla.

### Herecké role
V roce 2003 účinkovala v krátkém filmu Bespojení, v roce 2006 v krátkometrážním školním filmu Marta a Berta 26. A v roce 2007 ve filmu Tajnosti, kde hrála kamarádku dcery hlavní hrdinky. V roce 2009 hrála jednu z hlavních postav ve filmu Zoufalci, socioložku Lindu. V roce 2011 se objevila ve filmech Mamas & Papas a v Lidicích, kde hrála Jaruš. Hrála ve videoklipu Visacího zámku (Známka punku). V roce 2014 hrála v českém komediálním seriálu Čtvrtá hvězda pokojskou Alenu, která je tajně zamilovaná do šéfkuchaře Tichého, k němuž vzhlíží jako k největší kuchařské kapacitě.

## Ocenění
Za rok 2008 byla nominována na Cenu Thálie za roli v Panně Orleánské. V širší nominaci na Cenu Thálie byla: za titulní roli v Richardovi III. (2012), za roli Jenny v Žebrácké opeře (2013) a za roli Taťány v Evženu Oněginovi (2015). V roce 2014 získala cenu za nejlepší herecký výkon na Grand festivalu smíchu za roli Charlotty v Soudci v nesnázích. Za rok 2016 získala Cenu divadelní kritiky a zároveň byla nominována na Cenu Thálie za roli Olgy Havlové v inscenaci Divadla Letí Olga (Horrory z Hrádečku).

## Filmografie
| Rok  | Název                | Role           | Poznámky                                       |
| ---- | -------------------- | -------------- | ---------------------------------------------- |
| 2006 | Marta a Berta 26     |                | studentský film                                |
| 2007 | Tajnosti             |                |                                                |
| 2009 | Zoufalci             | Linda          |                                                |
| 2010 | Mamas & Papas        |                |                                                |
| 2011 | Lidice               | Jaruš          |                                                |
| 2011 | Soukromé pasti       |                | televizní seriál, díl: „V síti“                |
| 2014 | Čtvrtá hvězda        | Alena          | televizní seriál, 6 dílů                       |
| 2015 | Mamon                | Marie          | televizní seriál, 6 dílů                       |
| 2015 | Vraždy v kruhu       | Konůpková      | televizní seriál, díl: „Duch zákona“           |
| 2015 | Případ pro exorcistu |                | televizní seriál, 3 díly                       |
| 2017 | Kvarteto             | „Batrflaj“     |                                                |
| 2019 | Hodinářův učeň       | Živa           |                                                |
| 2020 | Šarlatán             | Adámkova matka |                                                |
| 2021 | Boží mlýny           | Jana Nováčková | televizní seriál, díl: „Sekta“                 |
| 2022 | Arvéd                | Blanka         |                                                |
| 2022 | Specialisté          | Eva Lutovská   | televizní seriál, díl: Učitelka                |
| 2022 | Dáma a Král          |                | televizní seriál, díl: Jaký otec, taková dcera |

## Divadelní role, výběr

### DISK (KALD DAMU)
- 2004 Vasilij Sigarev: Plastelína, Táňa, režie Marián Amsler;
- 2004 Mircea Eliade: Okamžik!, režie: Jiří Ondra;
- 2004 Ivan Vyrypajev: Kyslík, režie: Peter Chmela;
- 2005 Xenie Dragunská: Pocítění vousů, Čarodějnice Káťa Šurinová, režie: Alžběta Tichoňová;
- 2005 Václav Kliment Klicpera: Jan za chrta dán, Lída Mrňáková zvaná Lidomůra, režie: Miroslav Krobot.

### Klicperovo divadlo
- 2004/2005 Karel Sabina / Bedřich Smetana: Prodaná nevěsta, Mařenka (alternace), režie Vladimír Morávek;
- 2007/2008 Carlo Gozzi: Turandot, Adelma – otrokyně, režie Jan Jirků;
- 2007/2008 Friedrich Schiller: Panna Orleánská, Jana z Arku, režie Braňo Mazúch;
- 2008/2009 Václav Havel: Odcházení, Zuzana, režie Andrej Krob;
- 2008/2009 David Drábek: Ještěři, Matylda (alternace), režie David Drábek;
- 2009/2010 Michail Jurjevič Lermontov: Maškaráda, Nina, režie Daniel Špinar;
- 2009/2010 David Drábek: Noc oživlých mrtvol, Ištar – posel zpráv, režie David Drábek;
- 2009/2010 Moira Buffini: Král je panna, Silence, režie Lída Engelová;
- 2010/2011 William Shakespeare: Marná lásky snaha, Rosalina, režie Braňo Mazúch;
- 2010/2011 Petr Kolečko: Klub autistů, Hanička, režie Natália Deáková;
- 2010/2011 David Drábek: Jedlíci čokolády, Valérie, režie David Drábek;
- 2011/2012 Pierre Beaumarchais: Figarova svatba, Zuzanka, režie David Drábek;
- 2011/2012 Daniel Špinar (podle Alexandra Grina): Morgiana, Clara Trenganová, režie Daniel Špinar;
- 2011/2012 Karel Poláček, Jana Slouková, Jan Frič: Bylo nás pět, Evička Svobodová a Princezna, režie Jan Frič;
- 2012/2013 William Shakespeare: Richard III., Richard – vévoda z Glostru, režie David Drábek;
- 2012/2013 Václav Havel: Žebrácká opera, Jenny, režie Daniel Špinar;
- 2013/2014 Arthur Wing Pinero: Soudce v nesnázích, Charlotta, režie Šimon Dominik;
- 2013/2014 SKUTR: Labutí jezero, Odetta/Odilie, režie SKUTR;
- 2013/2014 David Drábek: Velká mořská víla, Valérie, režie David Drábek;
- 2014/2015 Mohamed Rouabhi: Fligny, koks a kutilové, Pamela, režie: Jan Frič;
- 2014/2015 SKUTR: Evžen Oněgin, Taťána, režie: SKUTR.

### Národní divadlo
- 2013 František Ferdinand Šamberk, David Drábek: Jedenácté přikázání, Julie, Stavovské divadlo, režie David Drábek;
- 2015 Maurice Maeterlinck: Modrý pták, Mytyl, Stavovské divadlo, režie Štěpán Pácl;
- 2015/2016 Nová krev - Šaráda, Výprava, Zábor, Nová scéna, režie Daniel Špinar;
- 2016 Vítězslav Nezval: Manon Lescaut, titulní role (v alternaci s Janou Pidrmanovou), Národní divadlo, režie Daniel Špinar;
- 2016 Dodo Gombár: Peniaze, Milena, jednorázová inscenace pro Noc českých a slovenských autorů, Nová scéna;
- 2016 William Shakespeare: Sen čarovné noci, Titanie, Národní divadlo, režie Daniel Špinar;
- 2016 René Levínský: Dotkni se vesmíru a pokračuj, Mgr. Anděla Suchemá, Nová scéna, režie Jan Frič;
- 2016/2017 Nová krev – Sestava, Sestava 3, Sestava 5 / Best of, Volný styl / Piš hru! Aneb Noc autorů, jednorázové, částečně improvizované inscenace, Nová scéna, různí režiséři;
- 2017 Federico García Lorca: Krvavá svatba, Nevěsta, Stavovské divadlo, režie SKUTR;
- 2017 Václav Kliment Klicpera - Milan Šotek: Mlynářova opička, Marie Pavianna - mlynářova dcera, Stavovské divadlo, režie Štěpán Pácl;
- 2018 Johann Wolfgang Goethe: Faust, Hospodin, Starost, Homunkulus, Stavovské divadlo, režie Jan Frič;
- 2018 Moira Buffini: Vítejte v Thébách, Isména - Eurydičina neteř, Stavovské divadlo, režie Daniel Špinar;
- 2018 Stefan Zweig: Netrpělivost srdce, Edita, Stavovské divadlo, režie Daniel Špinar;
- 2019 Jáchym Topol: Kouzelná země, Maminka, Stavovské divadlo, režie Jan Mikulášek;
- 2019 Karel Jaromír Erben - SKUTR: Kytice, Marie (Štědrý den), Národní divadlo, režie SKUTR;
- 2019 Witold Gombrowicz: Kosmos, Hedička, Nová scéna, režie Ivan Buraj.
- 2022 František Hrubín: Kráska a zvíře, Gábinka, Národní divadlo, režie Daniel Špinar

### Divadlo Letí
- 2005 Olga Muchinová: Letí, Sněženka, režie Marián Amsler;
- 2006 Lenka Lagronová: Království, režie Jitka Rudolfová (projekt 8@8 s DILIA);
- 2006 Caryl Churchill: Daleko odsud, režie Josef Rubeš (projekt 8@8 s DILIA);
- 2006 Fausto Paravidino: Dva bratři, Erika (alternace), režie Jiří Ondra;
- 2006 Radmila Adamová: Holky Elky, Ela 3, režie Martina Schlegelová a Marie Špalová;
- 2006 Dennis Kelly: Usáma je hrdina, Mandy, režie Tomáš Svoboda;
- 2006 Peter Turrini: Smrt a ďábel, Alma Hahnová, Marylin Monroe, Žužu, režie Jiří Ondra;
- 2007 Gabriel Pintilei: Elevátor, Ona, režie Jiří Trnka;
- 2007 Gary Mitchell: Náš malý svět, Deborah, režie Martina Schlegelová;
- 2007 Kateřina Rudčenková: Niekur, režie Marián Amsler (projekt 8@8 s DILIA);
- 2008 Marius von Mayenburg: Ošklivec, režie Martina Schlegelová (projekt 8@8 s DILIA);
- 2009 Max Ravenhill: Bazén (bez vody), skupina Skupina, režie Martina Schlegelová;
- 2009 Michaela Pňačeková: Roma, režie Sára Šimků (projekt 8@8 s DILIA);
- 2009 Barbora Vaculová: Zazděná / Mauerschau, Anna Renerová, Anežka, Jarmila, režie Susanne Chrudina a Martina Schlegelová (společně se Spreeagenten Berlín);
- 2010 Mark O´Rowe: Terminus, B, režie Martina Schlegelová;
- 2010 David Drábek: Chmýří, Dívka (alternace), režie Martina Schlegelová (Projekt Letí na letišti aneb Nebe nepřijímá);
- 2010 Falk Richter: Electronic Love, Chór, režie David Czesany (Projekt Letí na letišti aneb Nebe nepřijímá);
- 2010 Helena Eliášová: Cyberlove, Alena, režie Martina Schlegelová;
- 2011 Pavel Trtílek: Pět set milionů Číňanů míří na západ hledat si nevěsty, režie: Martina Schlegelová (projekt 8@8 s DILIA);
- 2016 Anna Saavedra: Olga (Horrory z Hrádečku), Olga Havlová, Vila Štvanice, režie Martina Schlegelová.

### Dejvické divadlo
- 2004 Roark W. W. Bradford, Jiří Adámek, Vladimír Čepek: Černošský Pán Bůh a páni Izraelité, režie: Jiří Adámek (společně s KALD DAMU);
- 2004 Karel František Tománek: KFT/Sendviče Reality®, BB (alternace), režie Miroslav Krobot;
- 2005 Fjodor Michailovič Dostojevskij, Evald Schorm: Bratři Karamazovi, Grušenka (alternace), režie Lukáš Hlavica;
- 2005 Isaac Bashevis Singer, Karel František Tománek: Love Story, Jadwiga Broderová, režie Marián Amsler.

### Pražské komorní divadlo –Divadlo komedie
- 2005 Reiner Werner Fassbinder: Hořké slzy Petry von Kantové, Gabriela von Kantová, režie: David Jařab.

### Divadlo Ponec
- 2008 Braňo Mazúch: Fragmenty milostného diskurzu, Herečka, režie: Braňo Mazúch.

### Městské divadlo Kladno
- 2014 David Adjmi: Marie Antoinetta, Marie Antoinetta, Městské divadlo Kladno, režie Daniel Špinar.

### A Studio Rubín
- 2016 Sofoklés, Lucie Ferenzová & kol.: Anti-Gone: Blackout, Antigona, A Studio Rubín, režie Jan Frič;
- 2018 Dagmar Radová: Thelma a Selma, A Studio Rubín, režie: Jiří Ondra.